# Slavko Kopač
Slavko Kopač (Vinkovci, 21. oktobar 1913 – Pariz, 23. novembar 1995), bio je hrvatski slikar, vajar, keramičar i zagovornik art brut umetnosti. Jedini je umetnik tog profila, sa prostora bivše SFRJ, koji je na poziv Žana Dibifea, 1948. godine učestvovao u stvaranju čuvenog francuskog društva Art Brut. U Hrvatskoj danas postoji Galerija Slavko Kopač koja je u okviru Gradskog muzeja Vinkovci.

## Život i karijera
Rođen je 21. oktobra 1913. godine u Vinkovcima, u kome je proveo detinjstvo, završio osnovnu i srednju školu i maturirao. Umjetničku akademiju u Zagrebu, upisao je 1933. godine a diplomirao 1937. godine u klasi prof. Vladimira Becića. Uzori su mu bili neprikosnoveni autoritete Račić, Kraljević i Juneka, kome mladi Kopač ima zahvaliti što je, dobio stipendiju francuske vlade za dalje školovanje i usavršavanje u Parizu, i upoznavanje Francuske i njene umetničke metropole.
U predvećerje Drugog svetskog rata, septembu 1940. vratio se u Kraljevinu Jugoslaviju i dobio mesto profesora crtanja na mostarskoj gimnaziji. Tokom 1941. premešten je iz Mostara na mesto profesora II klasične gimnazije u Zagrebu. Na toj dužnosti bio je do februara 1943. godine, kada je otišao u Firencu, radi usavršavanja u struci. U Firenci je kraj rata i ostao sve do 1948. godine. Za vreme boravka u Firenci izlagao je svoja dela na mnogim izložbama, a samosalno u Firenci, Trstu i Rimu.
 

Na poziv Žana Dibifea, 1948. godine. odlazi u Pariz i učestvuje u stvaranju čuvenog francuskog Društva Art Brut. Ovo društvo osnovano je kao vrsta otpora kulturnoj i akademskoj umetnosti, za koju Dibife kaže: 
„Dominantna kultura guši svaki novi prodor u umetnosti i tako je lišava energije. Rezultat je gušenje umetničkog izraza. Sirova ( fr.-brut) umetnost je rešenje ovog problema. Samo je ona imuna na uticaje kulture i ne može biti asimilirana, jer sami umetnici ne mogu ili ne žele da se asimiluju“.
Društvo su pored Žana Dibifea činili i Andre Breton, Žan Polan, Šarl Raton, Anri-Pjer Roše, Mišel Tapije i Edmon Bomsel. Ova grupa umetnika inspiraciju je nalazila u umetnosti samoukih, psihijatrijskih bolesnika, dece i uopšte, kod ljudi sa društvenih margina, bez ikakvog umetničkog obrazovanja.
 

Slavko Kopač je pored aktivnog umetničkog rada, bio i prvi sekretar, kustos i konzervator zbirke Društva Art Brut, do 1975. godine. U jednoj knjizi koju mu Dibife poklanio, piše: 
„Svom dragom Slavku Kopaču, jedinom na svetu koji je uz mene upućen u divnu misteriju art bruta.“
Kada je Dibife, 1971.godine , poklonio zbirku od 5.000 dela, gradu Lozani, prestala Kopičeva funkcija kustosa zbirke. Posle pet godina, osnivan je Muzej Art Brut u Lozani i Kopač je prešao u Upravni odbor Muzeja, koji je već 2001. godine imao zbirku od 30.000 dela.
Preminu je 23. novembra 1995. godine u Parizu.

## Delo
Rani radovi Slavka Kopača, slike portreta, vedute, pejzaži i mrtve prirode, većinom u ulju i akvarelu, su pod utiajem impresionizma i zagrebačke slikarske sredine. U njima umetnik gradi izraz na realističkoj i postimpresionističkoj tradiciji hrvatskoga modernoga slikarstva. Širokim potezom zbirno rešava prostorne planove, a prigušenim tonovima uskoga kolorističkoga registra postiže prozračnost atmosfere.
Za vreme boravka u Italiji slikao je akvarele s nadrealnim obeležjima velike kompozicijske i prostorne slobode, i počinje eksperimentisati sa spontanim razlivanjem vodenih tehnika (akvarel i tuš) na podlozi kao izrazom nesvesnoga na slici, što ga približava nadrealizmu.
Odlaskom u Italiju četrdesetih godina 20. veka, iako još uvek odan klasičnim tehnikama akvarela i gvaša (u neraskidivoj koegzistenciji s crtežom), sve se više priklanio nadrealističkim temama, spontanosti i unutrašnjem ritmu krnječi postulate akademske umjetnosti.
U 50-im i 60-im godinama 20. veka slikarstvo mu je intimnije i poetičnije, a istraživao je i nove materijale (guma, piesak, metal, a u skulpturi drvo, kamen, papir, staklo). Stimulisan umjetnošću „netaknutih likovnom kulturom”« (samoukih umjetnika, osoba s mentalnim teškoćama i deca) neguju intuitivan i spontan izraz oslobođen bilo kakve konvencije, njegovo slikarstvo tada dobija daljnje potsticaje: vraća se ulju, registar boja sužava na smeđu, a crtež, često blizak stilu šaranja po zidovima, u njegovim delima unosi dobroćudni humor i lucidnost, postaje baza njegova vizualnoga izraza. Radio je i u keramici. 
Za života zlagao je u Zagrebu, Firenci, Rimu i Parizu., aposmrtno su mu slike izlagane u Parizu (1996. retrospektiva), Zagrebu (1997. retrospektiva), Osijeku (1998), Vinkovcima (1998, 2004), Đakovu (2005) i Slavonskom Brodu (2006) i na grupnim izložbama 125 vrhunskih dela hrvatske umetnosti (Zagreb 1996), Branko Ružić i suvremenici (Zagreb 2001) i Pedesete godine u hrvatskoj umjetnosti (Zagreb 2004).
Bavio se i opremom i ilustracijom ekskluzivnih publikacija, uglavnom sa vlastitim tekstovima i pesmama u slobodnoj formi, u kojima je uspostavlja podjednaku vrednost crteža i pisma. Poetskim crtežima na granici nadrealnoga ilustrovao je i opremio bibliofilsko izdanje pesme A. Bretona Au regard des divinités (Pariz 1949) i izradio bakroreze za unikatnu knjigu R. Ivšića Météores (Pariz 1967). God. 1950. sarađivao je u Almanach surréaliste du demi-siècle (Pariz).

### Značajnija likovna dela
Značajna likovna dela Slavko Kopač u kolekciji galerije Chave su :
- Pariska luka, ulje na drvetu, 1949.
- Berger, kolaž na kartonu 1985.
- Govedina pod drvećem, ulje na platnu, 1963.
- Par ispod drveta, ulje na platnu, 1966.
- Žena koja sedi, ulje na platnu, 1970.
- Za Madelen i Pjer, pastel i mastilo na papiru, 1970.
- Francuska, ulje i kolaž na platnu, 1973.

## Literatura
- Fabrice Flahutez, Pauline Goutain et Roberta Trapani, Slavko Kopač. Ombres et matières, Shadows and Materials, Paris : Gallimard, Hors série Connaissance, 2022 352 p.  ( 978-2-07-295610-2)
- Alphonse Chave, Salut à Jean Dubuffet : Jean Dubuffet et Slavko Kopač, Vence, Galerie Alphonse Chave, 1985 (catalogue de l'exposition)
- Gaétan Picon, Jean Dubuffet et François Mathey, Rétrospective Jean Dubuffet, Paris, Musée des arts décoratifs, 1961, 398 p.
- Laurent Danchin et Martine Lusardy, Art Brut et compagnie : La face cachée de l'art contemporain, Paris, 1995, 187 p.  978-2-7291-1121-2.

## Spoljašnje veze
- Kopač, Slavko — www.enciklopedija.hr
- Slavko Архивирано на веб-сајту  (29. мај 2023) — Hrvatski biografski leksikon